# Snö och aska
Snö och aska (A breath of snow and ashes) är en fortsättning på Diana Gabaldons romanserie om Claire och Jamie Fraser och deras liv i 1700-talets Amerika. Inbördeskriget närmar sig och även det datum som står i deras dödsannons. Den svenska utgåvan utkom 2006.